# 吴郡志
吴郡志，一作《吴门志》、《绍定吴郡志》。南宋地方志，关于南宋时期平江府（治今江苏省苏州市）经济、文化发展的重要志书。范成大撰，五十卷。
宋光宗绍熙三年（1192年）或绍熙四年（1193年），范成大初纂。校官汪泰亨等人在绍定二年（1229年）至宝祐四年（1256年）增订，后人续有增补。
吴郡就是当时的平江府，治吴县、长洲县二县。全书分为沿革、分野、户口租税、土贡、风俗、城郭、学校、宫宇、古迹、水利、人物、寺观、异闻、杂咏等三十九门。记载府城非常详细，水利一门保存了不少有关太湖流域重要资料，人物遗迹所占篇幅也很多。征引广泛、叙述简单明了，是古代方志中佳作。汪泰亨等人所补，体例殊乖，或为正文，或作夹注，非常淆杂。